# Tias Baianas

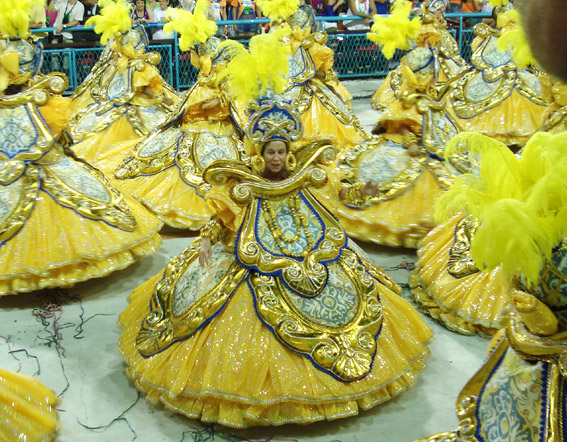
Ala de baianas desfilando no Sambódromo do Rio de Janeiro, em 2008. Negras, louras, morenas, todas as cores do Brasil são bem-vindas nessa homenagem que as escolas de samba prestam às grandes damas do carnaval.

Tias baianas é a denominação dada às senhoras negras, muitas delas originárias da Bahia, que viviam no Rio de Janeiro em finais do século XIX.
Algumas se destacaram e ficaram mais conhecidas, como é o caso de Tia Ciata ou das tias mães de sambistas famosos, como Perciliana, mãe de João da Baiana, ou ainda Tia Amélia, a mãe de Donga. 
A existência obrigatória, até hoje, da ala de baianas nas escolas de samba do Rio de Janeiro e do Brasil, é uma referência à importância dessas senhoras para a organização do carnaval do Rio de Janeiro.